# Гаульбах
Гаульбах (нем. Gaulbach) — река в Германии, протекает по земле Северный Рейн-Вестфалия. Левый приток Вуппера. Речной индекс 273616. Длина реки 8,4 км. Площадь бассейна реки составляет 12,043 км².
В прежние времена по берегам Гаульбаха располагались мельницы. В 1999—2000 годах берега и дно реки были укреплены бетоном и лесопосадками (ольха и другие деревья), русло расчищено.